# Хмелівська волость (Єлисаветградський повіт)
Хмелівська волость — історична адміністративно-територіальна одиниця Єлизаветградського повіту Херсонської губернії із центром у містечку Хмельове.
Станом на 1886 рік складалася з 9 поселень, 9 сільських громад. Населення — 4270 осіб (2195 чоловічої статі та 2075 — жіночої), 695 дворових господарства.
|                     | Площа, десятин | У тому числі орної, дес. |
| ------------------- | -------------- | ------------------------ |
| Сільських громад    | 4497           | 4328                     |
| Приватної власності | 13279          | 4016                     |
| Казенної власності  | —              | —                        |
| Іншої власності     | 438            | 210                      |
| Загалом             | 18214          | 15663                    |

Найбільше поселення волості:
- Хмельове — колишнє власницьке містечко при річці Кильтенька за 65 верст від повітового міста, 1358 осіб, 256 дворових господарств, православна церква, єврейський молитовний будинок, 9 лавок, 3 постоялих двори, базари по неділях.
- Лозуватка (Самохвалова) — колишнє власницьке село при річці Самохватка, 665 осіб, 134 дворових господарства.
- Мар'янопіль (Димина) — колишнє власницьке село при ставку, 310 осіб, 62 дворових господарства, православна церква.
- Петропавлівка (Шмидова) — колишнє власницьке село при річці Лозоватка, 350 осіб, 68 дворових господарств, православна церква.
- Янопіль (Уманське) — колишнє власницьке містечко при річці Кильтенька, 594 особи, 113 дворових господарств, православна церква, винокурний завод, базари по п'ятницях.

За даними 1894 року у волості налічувалось 26 поселень, 1286 дворових господарств, населення становило 7110 осіб.